# 's-Gravenvoeren
 's-Gravenvoeren (Frans: Fouron-le-Comte) is een dorp in de Belgische provincie Limburg en een deelgemeente van de faciliteitengemeente Voeren. Het was een zelfstandige gemeente tot aan de gemeentelijke herindeling van 1977.
's-Gravenvoeren is een lintdorp langs het riviertje de Voer in het Voerdal.

## Geschiedenis
Het dorp maakte deel uit van het graafschap Dalhem, dat oorspronkelijk zelfs Voeren heette en vanuit 's-Gravenvoeren bestuurd werd, tot de graaf een burcht bouwde in Dalhem, dat daarna ook wel 's-Gravendal genoemd werd (naar analogie met  's-Gravenvoeren).
Bij de annexatie van de Zuidelijke Nederlanden door de Franse Republiek werd 's-Gravenvoeren in 1795 opgenomen in het toen gevormde departement Ourthe. Na de Franse tijd werd dit de Nederlandse provincie Luik.
Bij de onafhankelijkheid van België inventariseerde geograaf Philippe Vandermaelen in het dorp 170 woningen, een kerk, zes molens, twee brouwerijen, twee distilleerderijen en een school. Er waren 1238 inwoners. Het inventaris omvat verder details over de natuurlijke omgeving, bodems, landbouwproductie en veestapel. Een zesjarige gewasrotatie en relatief goede wegen met steenslag zijn ook beschreven.
Op carnavalszondag 8 februari 1948 kwamen bij een busongeluk in het naburige Weerst 24 inzittenden om het leven, onder wie dertien inwoners van 's-Gravenvoeren.
In 1962 na het vastleggen van de taalgrens ging 's-Gravenvoeren over naar de provincie Limburg.
Op 17-18 mei 2024 werd 's-Gravenvoeren getroffen door een zware overstroming doordat de Voer na hevige regenval buiten de oevers trad.

## Demografische ontwikkeling
- Bronnen:NIS, Opm:1831 tot en met 1970=volkstellingen; 1976 = inwoneraantal op 31 december

## Geboren
- Pierre de Schiervel (1783-1866), gouverneur
- Winand Heynen (1835-1916), politicus
- Joséphine Wolfs (1908-?), weerstandster (Tweede Wereldoorlog)[7]
- Lucien Spronck (1931-1989), voetballer
- Pierre Philippens (1936), Belgisch kampioen duivenmelken[8]
- Huub Broers (1951), politicus
- Jacky Debougnoux (1954), voetballer

### Verbonden met ‘s Gravenvoeren
- Jules Goffin (1897-1943), geneesheer en weerstander tijdens de Tweede Wereldoorlog[9]. Een straat in het dorp werd naar hem genoemd.

## Galerij

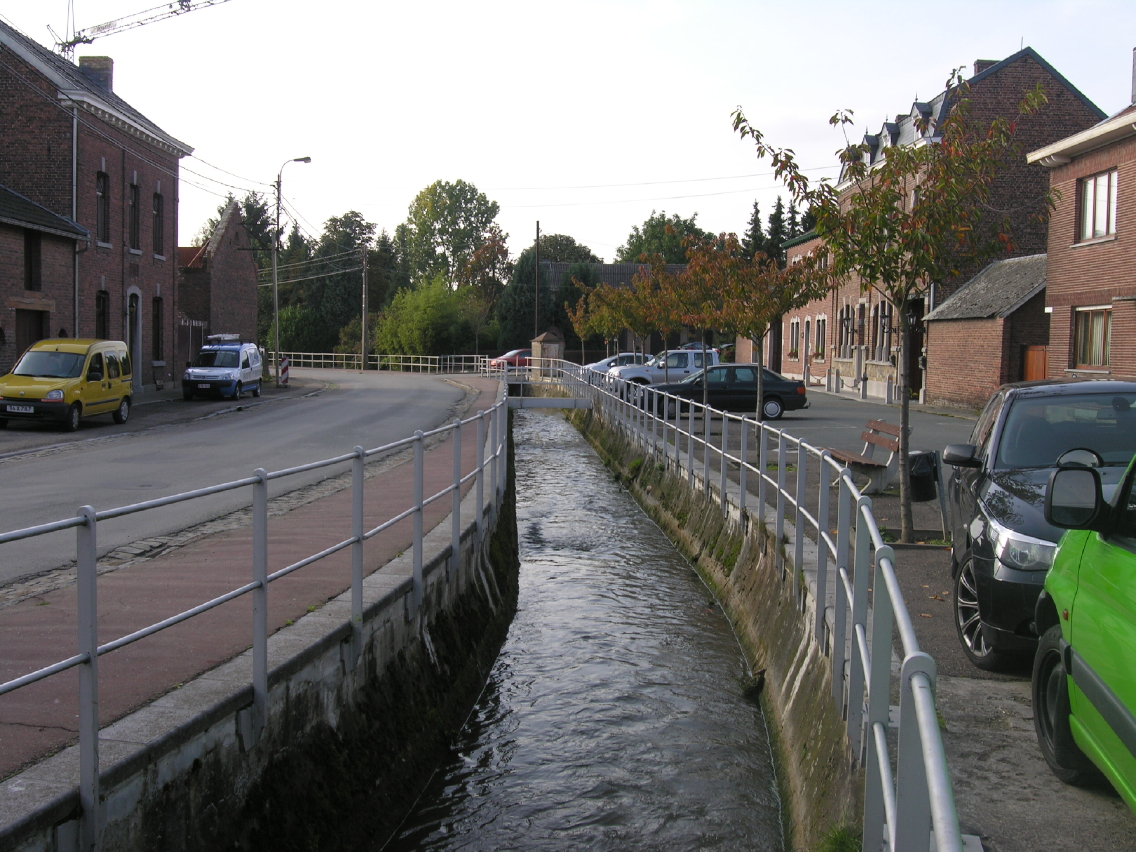
De Voer
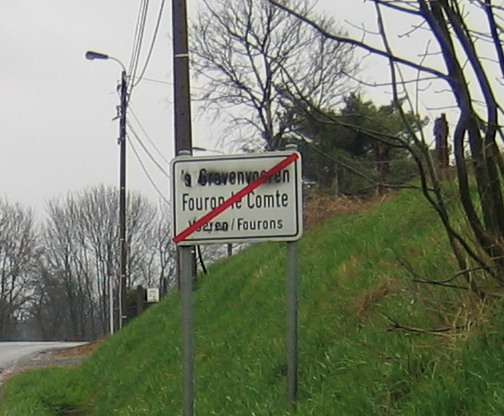
Taalstrijd in 's-Gravenvoeren
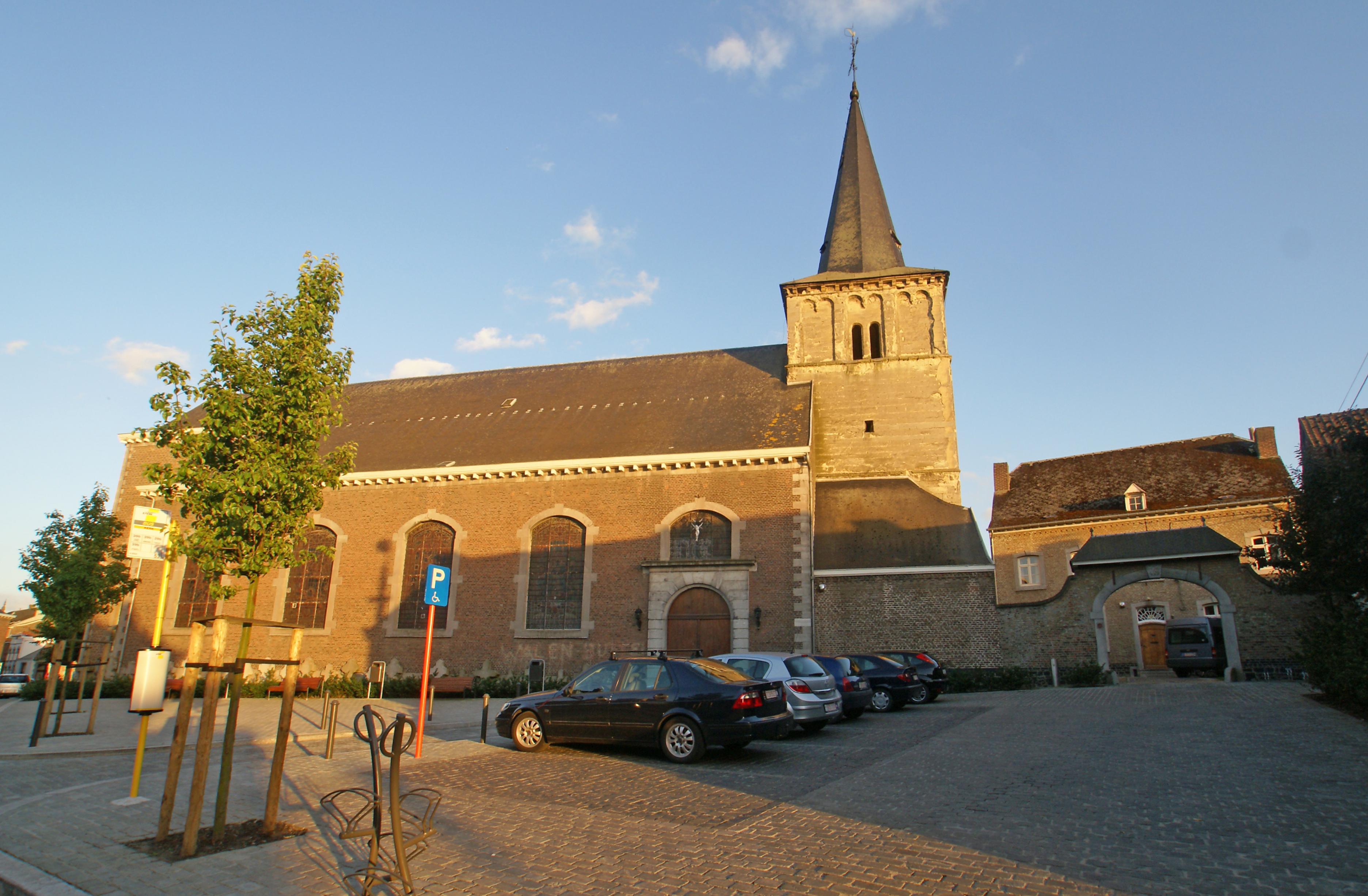
De Sint-Lambertuskerk
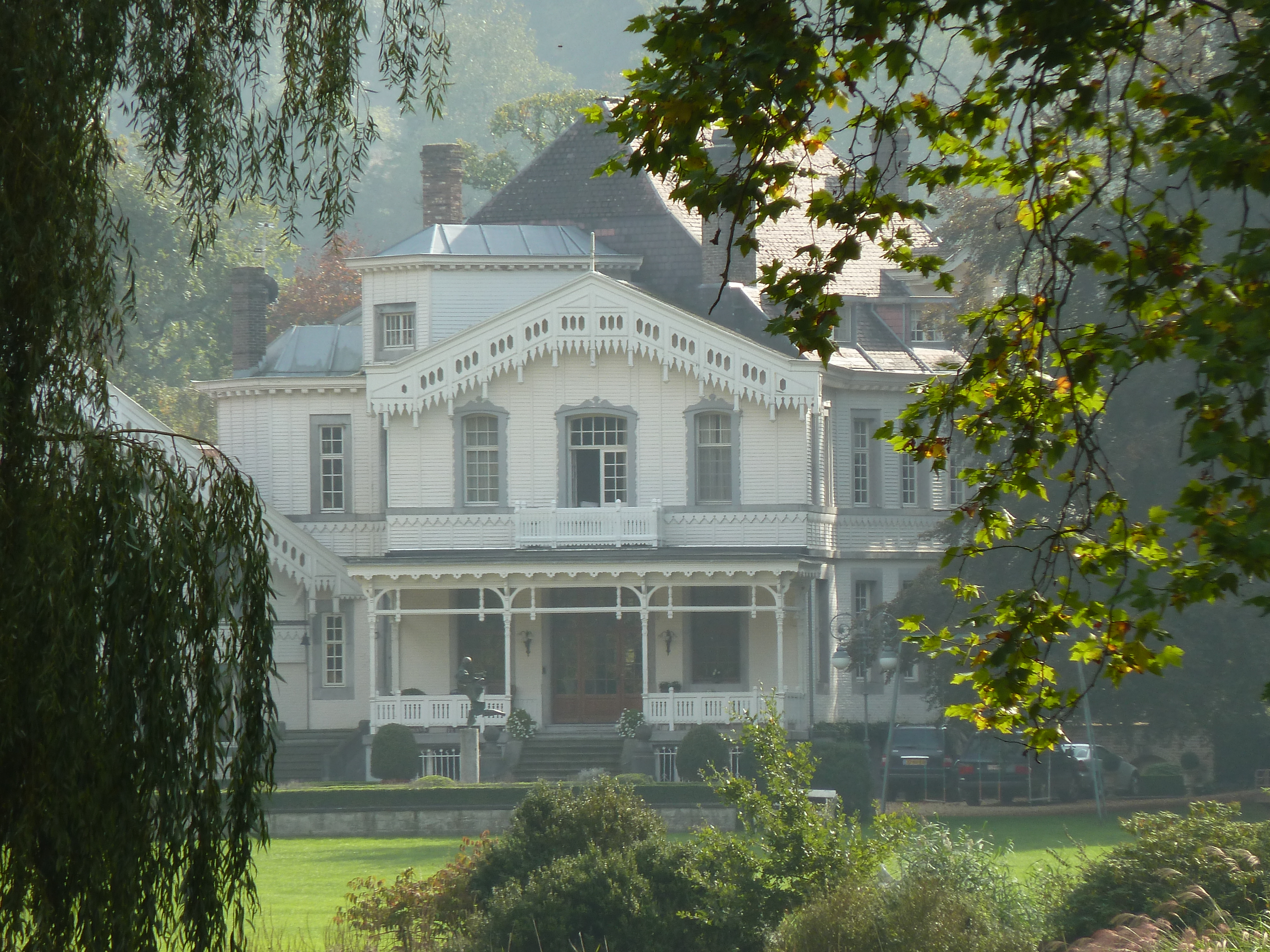
Kasteel Altenbroek

## Geografie
Het centrale deel van het dorp ligt rond de Pley van waaruit de Kloosterstraat in westwaartse richting gaat, Bovendorp in oostwaartse richting en de Boomstraat in zuidelijke richting. Deze laatste straatnaam verwijst wellicht naar de Nagelboom van 's-Gravenvoeren die vlakbij gelegen is. Aan de zuidwesten van de Pley staat de Sint-Lambertuskerk.
Door het dorp loopt de Voer die in westwaartse richting afwatert en waar verschillende watermolens op hebben gestaan. De Voer wordt op kaarten uit 1930 ook wel de Koebeek genoemd naar de eerste bronbeek in Sint-Pieters-Voeren.
's-Gravenvoeren ligt op ongeveer 88 meter hoogte. Naar het noorden toe stijgt het landschap naar het Plateau van Margraten. Enkele holle wegen voeren in die richting.
Zo'n anderhalve kilometer ten noorden van het dorp ligt op de noordhelling van de Horstergrub het Hoogbos, in het oosten ligt het bosgebied Schoppemerheide. Voorts is er het natuurgebied Altenbroek in het noordoosten van het dorp, bij het gelijknamige kasteel.
In de omgeving van 's-Gravenvoeren vindt men verlaten grind-, krijt-, kiezeloöliet- en silexgroeven. Mergelsteen en silex werden wel als bouwmateriaal voor woningen gebruikt.

### Gehuchten
- Schoppem
- Ketten
- Mariahof
- Snauwenberg
- Ottegraeven

## Mobiliteit

### Bus
Door het dorp rijden drie buslijnen
- Buslijn 39b van De Lijn. Deze komt om het uur. Ze verbindt Tongeren met Voeren.
- Buslijn 139 van TEC tussen Aubel en Wezet (Visé)
- Buslijn 439 van TEC tussen Sint-Martens-Voeren en Moelingen

## Sport
Voetbalclub Royal Avenir Fouron FC (stamnummer 2695)

## Bezienswaardigheden

### Kastelen
- Kasteel Altenbroek
- Kasteel van Ottegraeven

### Religieuze gebouwen e.d.
- Onze-Lieve-Vrouwekapel
- Sint-Lambertuskerk
- Steenboskapel
- Kapel Trichterbeeldje
- Ursulinenklooster
- Diverse stenen en gietijzeren wegkruisen, ongelukskruisen e.d.

### Watermolens
- Molen van Altenbroek, voormalige watermolen op de Noor
- Pompmolen, voormalige watermolen op de Voer
- Molen op de Meulenberg, voormalige watermolen op de Voer
- Molen van Lhomme, watermolen op de Voer
- Molen Janssen, watermolen op de Voer
- Meuleken, voormalige watermolen op de Voer

### Woningen
- De Swaen, Kinkenberg 7, 18e-eeuws, herberg en afspanning voor postkoetsen tussen Luik en Aken.
- Het Wit Kruis, Kinkenberg 5, eerste kwart 17e eeuw
- Winandus 5, vakwerkhuis

### Boerderijen
- Langgestrekte vakwerkhoeven: Kinkenberg 9 en Kinkenberg 24, voornamelijk 19e-eeuws.
- Hoeve Giberg, aan Vitschen 7-9, met kern 2e helft 17e eeuw
- Hoeve Blancktyshof, aan Kinkenberg 6, 1770-1780 en 19e eeuw
- Gesloten hoeven: Kinkenberg 6AB, Winandus 6, Tienhof 39

### Diversen
- Nagelboom van 's-Gravenvoeren
- Bezoekerscentrum Voerstreek

## Nabijgelegen kernen
Mesch, Moelingen, Sint-Martens-Voeren, Berneau, Weerst (Warsage)
Deelgemeenten: 's-Gravenvoeren · Moelingen · Remersdaal · Sint-Martens-Voeren · Sint-Pieters-Voeren · Teuven

Overige kernen: Berg · Drink · Gieveld · Hagelstein · Ketten · Knap · Krindaal · Nurop · Obsinnich · Peerds · De Plank · Reesberg · Rullen · Schilberg · Schophem · Schoppemerheide · Sinnich · Snauwenberg · Stroevenbos · Swaan · Ulvend · Veld · Veurs

Belgische gemeenten · Arrondissement Tongeren · Limburg · Vlaanderen